# 6현의 사무라이
《6현의 사무라이》(Six-String Samurai)는 미국에서 제작된 랜스 문기아 감독의 1998년 액션, 모험, 코미디, 드라마, SF 영화이다. 제프리 팰콘 등이 주연으로 출연하였고 리나 크릴 등이 제작에 참여하였다.

## 출연

### 주연
- 제프리 팰콘
- 저스틴 맥기어

### 조연
- 킴 드 엔젤로
- 스테판 거져
- 클리포드 휴고

## 기타
- 공동제작: 제프리 팰콘
- 공동제작: 랜스 문기아
- 미술: 제프리 팰콘
- 의상: 제프리 팰콘
- 배역: 로스 라시